# La Femme au chat
La Femme au chat est un tableau réalisé par le peintre français Gustave Courbet en 1864. Cette huile sur toile de format vertical est le portrait en buste d'une jeune femme vêtue de blanc qui tient un chat endormi à la robe de la même couleur, en regardant vers le spectateur. Achetée à l'artiste par Paul Durand-Ruel, l'œuvre passe plus tard entre les mains de Jean-Hubert Debrousse, ou encore de Mary Cassatt. Elle est conservée depuis 1940 au Worcester Art Museum, à Worcester, dans le Massachusetts, aux États-Unis.